# Walter Heßlich
Walter Heßlich (* 30. August 1891; † 13. Juni 1951 in Erfurt) war ein deutscher Schrittmacher und nationaler Meister im Radsport.

## Sportliche Laufbahn
Heßlich war im Bahnradsport aktiv. Nach einer kurzen Karriere als Radrennfahrer wurde er Schrittmacher in Steherrennen. Er führte den damals weltbesten Steher Piet Dickentman einige Jahre lang in Steherrennen und feierte mit ihm viele Erfolge. Heßlich war auch Schrittmacher für eine Reihe anderer bekannter Steher, wie Karl Saldow, Emil Lewanow, Fritz Bauer oder Walter Sawall. Mit Sawall gewann er 1924 die nationale Meisterschaft im Steherrennen. Auch das Goldene Rad von Berlin gewann er mit verschiedenen Radrennfahrern.
1927 hatte er in Krefeld einen schweren Sturz, in dessen Folge er länger pausieren musste. Nach dem Zweiten Weltkrieg führte er insbesondere Nachwuchsfahrer wie Rudi Keil an den Stehersport heran. Er stürzte beim Training mit seinem Steher Rudi Keil auf der Radrennbahn Andreasried in Erfurt und erlag seinen Verletzungen.

## Familiäres
Der Olympiasieger Lutz Heßlich ist sein Urenkel. Auch sein älterer Bruder Willi Heßlich war als Schrittmacher aktiv.